# Церковь Владимирской иконы Божией Матери (Дылицы)
Церковь Владимирской иконы Божией Матери или Владимирская церковь — православный храм в селе Дылицы Гатчинского муниципального округа Ленинградской области. Построен в середине XVIII века. 
Памятник архитектуры федерального значения.

## История и архитектура
Имение Дылицы в середине XVIII века принадлежало гардеробмейстеру императрицы Екатерины II — Василию Шкурину. В 1765 году Шкурин на месте старой деревянной церкви построил новую каменную, освящённую во имя иконы Владимирской Божией Матери. Архитектором храма предположительно выступил Савва Чевакинский.
Церковь представляла собой композицию из ротонды на четверике, с трапезной и колокольней. Переход к световому барабану был реализован с помощью подпружных арок. Интерьер церкви включал в себя двухсветный зал, освещенный световым барабаном. Стены и арки были обработаны спаренными пилястрами. При строительстве использовались архитектурные приёмы первой половины XVIII века с использованием декоративных элементов раннего петербургского барокко. Всё это складывалось в неординарный образ усадебной церкви того времени.
В середине XIX века усадьба перешла во владение к представителям рода Трубецких. Князь Пётр Никитич Трубецкой подарил молодой жене Елизавете Эсперовне Белосельской-Белозерской усадьбу Дылицы. При ней имение было значительно изменено силами архитектора Г. А. Боссе. При перестройке усадебного дома элементы декора были позаимствованы у Владимирской церкви. Особняк стилизовали под «елизаветинское барокко». Церковь числилась приходской, но княгиня Трубецкая считала её своей домовой церковью и брала все расходы на себя. У неё в церкви было свое место с особым входом. Кроме иконостаса в храме было множество икон, писанных известными мастерами.
В 1880 году умер и был погребен в церкви П. Н. Трубецкой. Там же ранее был похоронен маленький сын Трубецких — Сергей, а в 1907 году — Елизавета Трубецкая.
Осенью 1941 года, во время Великой Отечественной войны территория бывшей усадьбы попала в полосу фронта. Оккупировав часть Ленинградской области, немецкие войска разместили в Дылицкой усадьбе свой штаб и казарму. В церкви располагался склад боеприпасов. Операция по освобождению от оккупантов и снятию блокады Ленинграда началась 14 января 1944 года. Дылицы освободили 26 января. Усадебный дом и здание церкви сильно пострадали во время боев.
Долгое время здание стояло в полуразрушенном состоянии. Были утрачены купол и декоративные элементы фасадов, склепы с захоронениями разорены. В 1970-е годы был разработан проект реставрации церкви, но он так и не был осуществлён. 
По состоянию на начало 2020-х годов, церковь внесли в федеральную программу Министерства культуры по консервации памятников архитектуры и стали готовить к началу противоаварийных и консервационных работ. Территорию Владимирской церкви расчистили от мусора и растительности, запланировав разборку аварийной кладки и усиление сохранившихся конструкций, сооружение временной кровли.

## Галерея

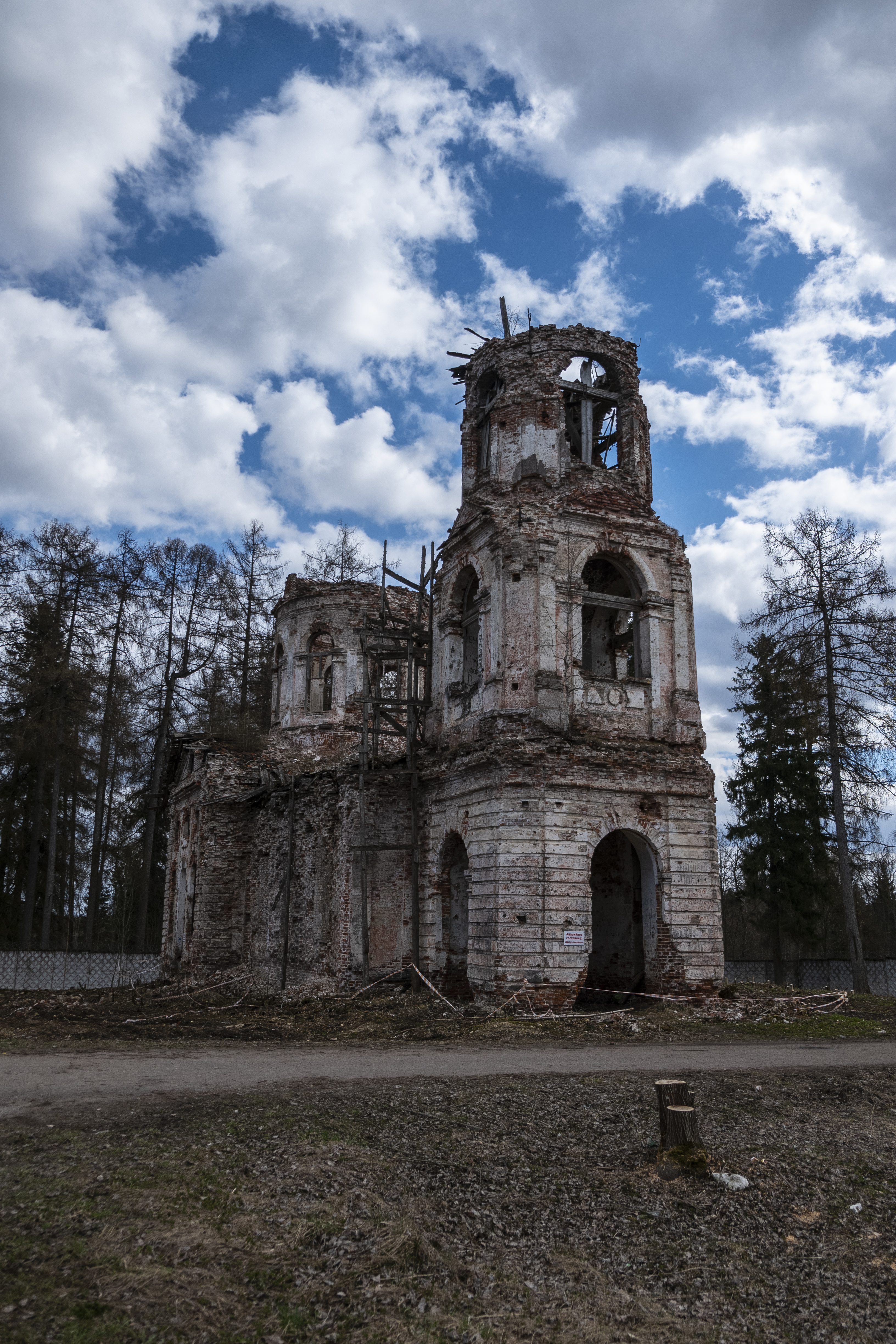
Вид с дороги (2021)
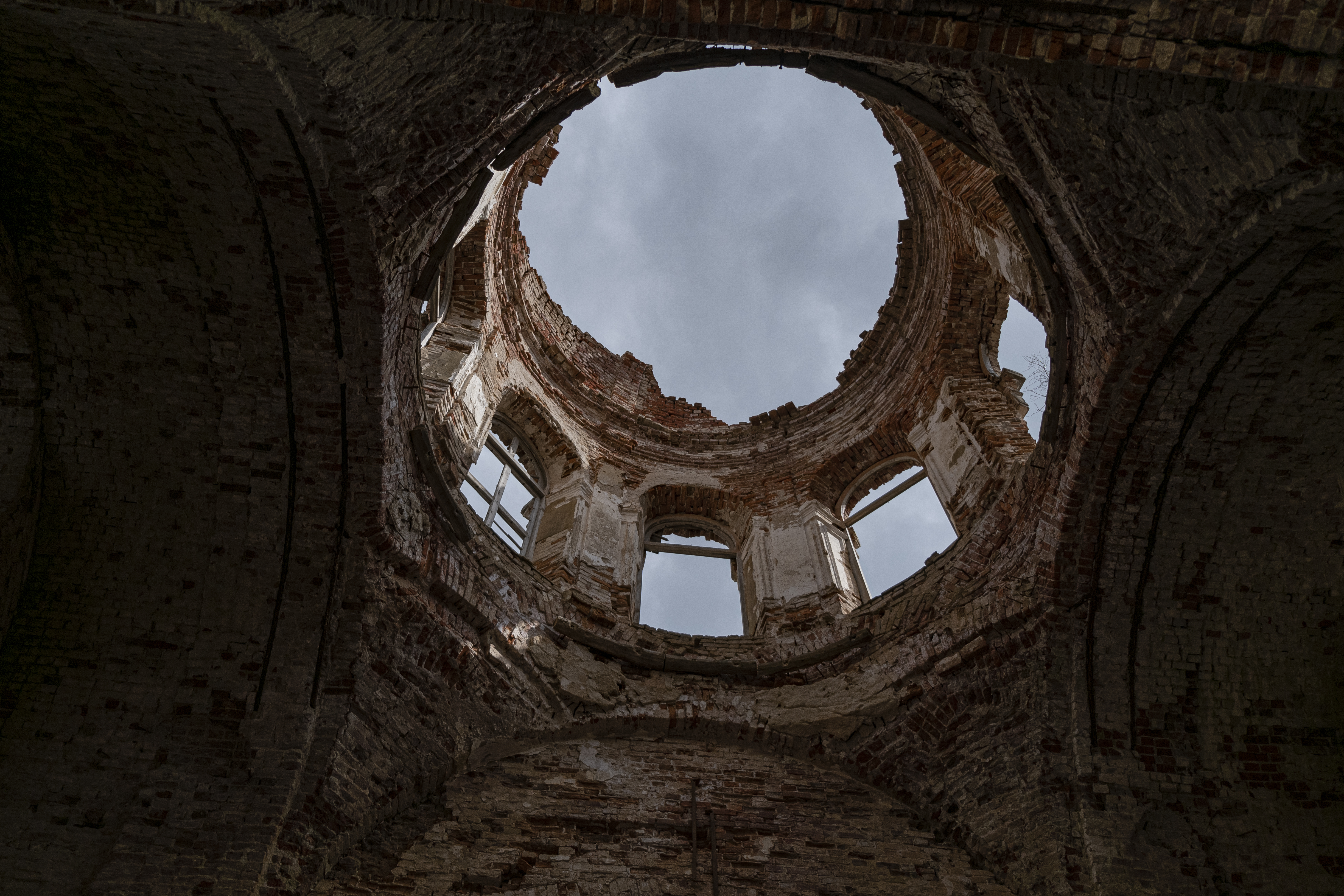
Разрушенный купол (2021)
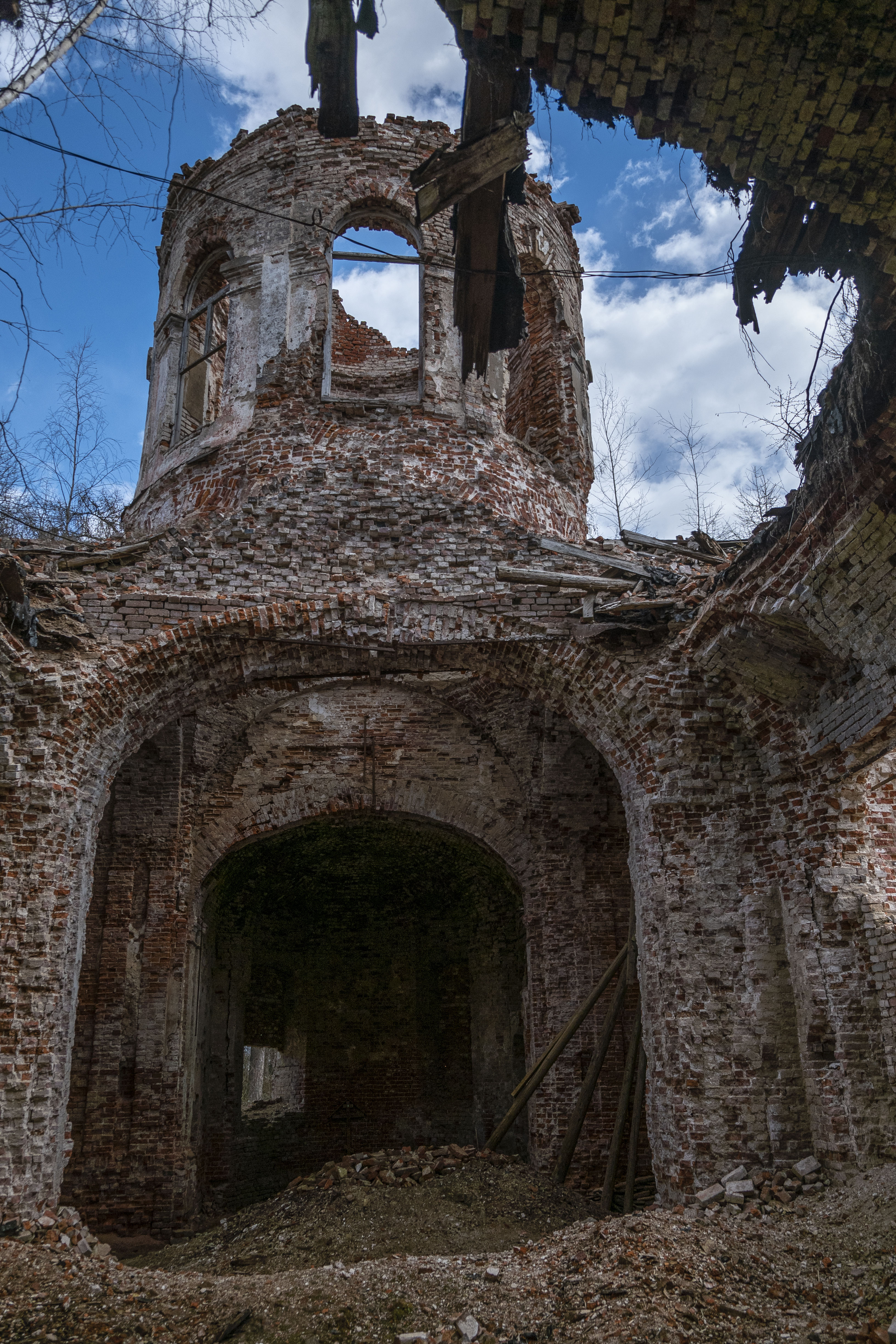
Внутренний вид (2021)
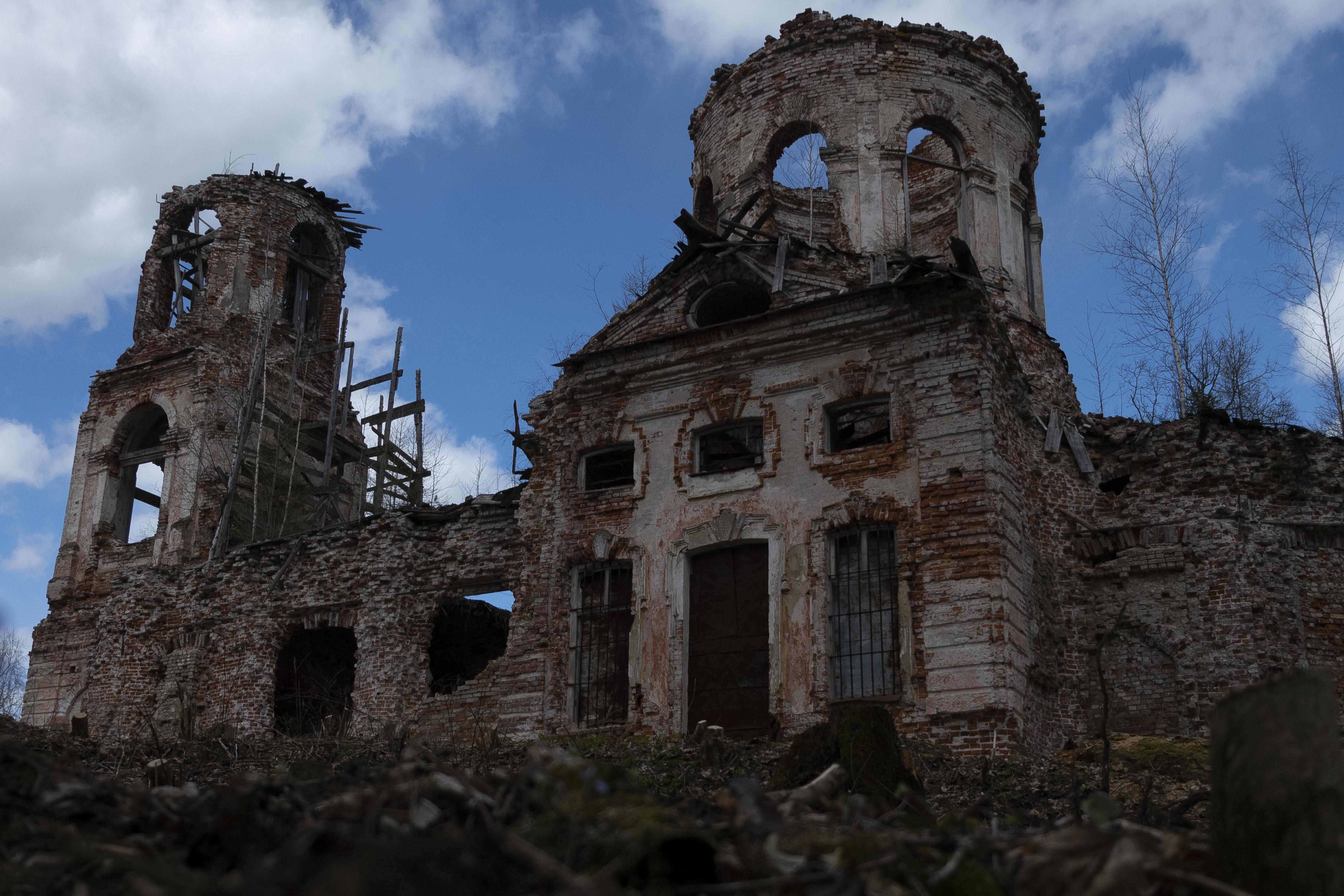
Вид снаружи (2021)